# Mathias Frickel

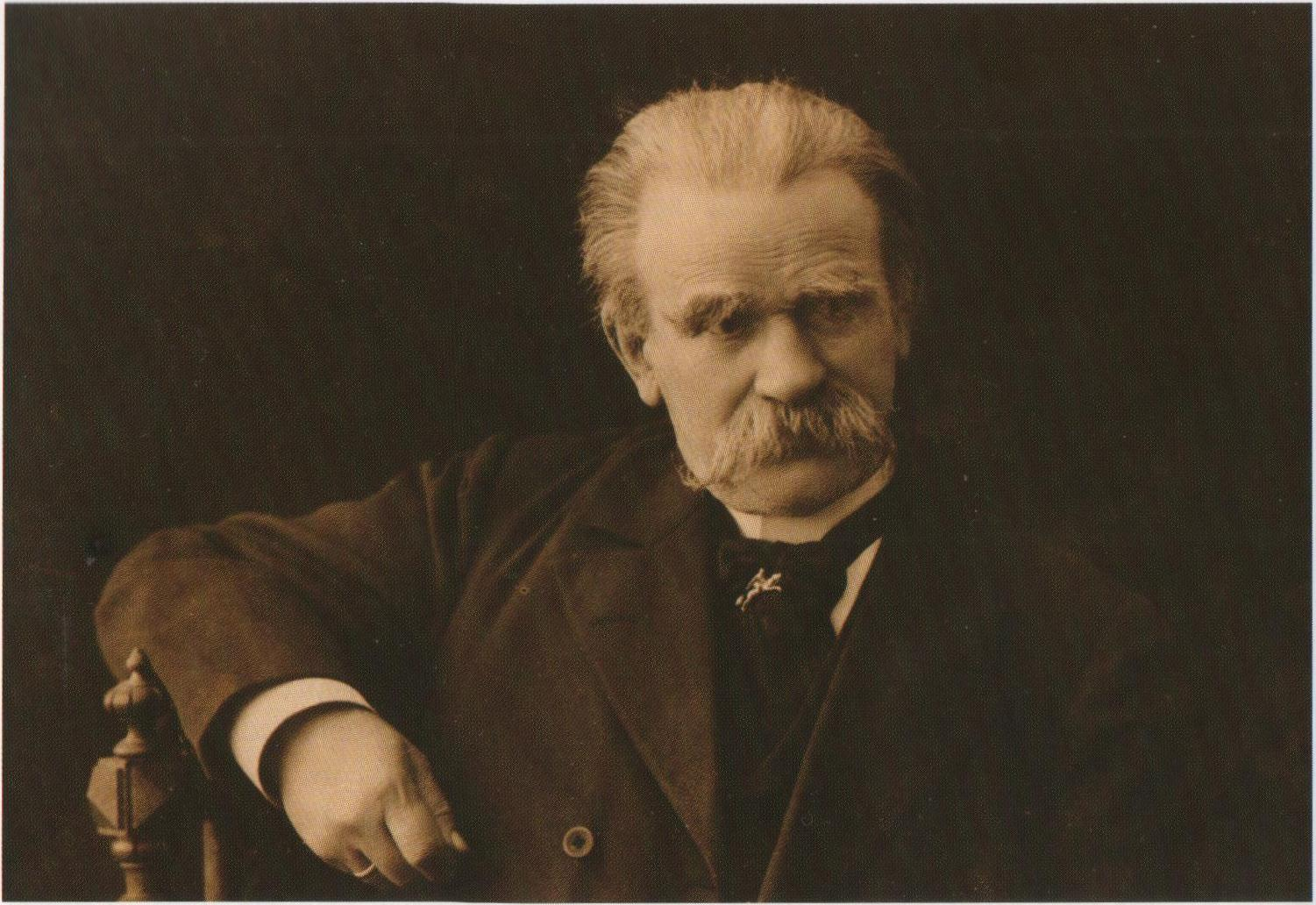
Mathias Frickel (um 1903)

Mathias Frickel (* 9. Mai 1833 in Bonn; † 16. März 1911 ebenda) war ein deutscher Maler.

## Lebenslauf
Frickel war der Sohn eines Bäckers, der aus Sayn nach Bonn gekommen und hier geheiratet hatte. Der Vater betrieb zusätzlich erfolgreich eine Schankwirtschaft, die er bald erwerben konnte. Wie dieser erlernte der Sohn das Bäckerhandwerk und machte sich selbständig. Von 1873 bis 1875 lebte Frickel in den Vereinigten Staaten von Amerika. Nach seiner Rückkehr arbeitete er als Privatsekretär. 1886 heiratete er die Tochter eines Gärtners aus Endenich. Zusammen hatten sie eine Tochter.
Frickels Freizeitbeschäftigung war die Malerei. Bilder aus Amerika, von der Donau, von Rhein, Ahr und Mosel sind bekannt. Er hatte nie eine Malerschule besucht und seine Werke sind keiner Schule oder Mode zuzuordnen. Er dokumentierte jedoch genau, was ihn interessierte.
Seine Verbundenheit mit seiner Geburtsstadt Bonn zeigte Frickel als frühes Mitglied des Bonner Heimat- und Geschichtsvereins, damals „Alt-Bonn“ genannt. Wie viele Städte erlebte auch Bonn in der zweiten Hälfte des 19. Jahrhunderts einen starken Wandel des Stadtbildes. Es fällt auf, dass Frickel in Bonn zumeist Gebäude und Straßenzüge malte, die heute so nicht mehr existieren. Er notierte Abrissdaten und Veränderungen. Manchmal fügte er die Geschichte des Hauses hinzu. Frickel wurde zum Dokumentar des „Alten Bonns“ und der Verein würdigte seine großen Verdienste.
Frickel starb 1911 und wurde auf dem Bonner Nordfriedhof begraben. Seine Bonn-Ansichten kamen wohl über den Verein an das Stadtarchiv Bonn, der Großteil seines Werkes ist nach wie vor im Besitz der Familie.